# Gallus Knauer
Gallus Knauer (* 15. Januar 1654 in Weismain; † 3. Februar 1728 in Klosterlangheim) war Abt des Klosters Langheim.

## Leben
Gallus Knauer war ein Sohn des Weismainer Stadtschreibers Ambrosius Knauer und ein Neffe des früheren Abtes Mauritius Knauer. Er studierte in Bamberg und trat 1673 in die Abtei Langheim ein. Am 13. Juli 1690 zum Abt gewählt, regierte er das Kloster 37 Jahre. Vorher hatte er von 1685 bis 1690 vom Langheimer Klosterhof Schmachtenberg aus die Pfarrei Zeil versehen.
Abt Knauer war ein sparsamer Verwalter und brachte das Kloster zu neuer Blüte. Vor allem machte er sich um den barocken Ausbau des Klosters verdient. Er ließ den Nassanger, das Schloss und das Hofmeistergebäude in Trieb erbauen, den großen Mönchshof mit dem Felsenkeller in Kulmbach und einen Flügel des Tambacher Schlosses, außerdem das stattliche Backhaus und das Abteigebäude in Langheim. Er ersparte außerdem große Geld- und Naturalvorräte. Zur Wahrung der klösterlichen Unabhängigkeit gegenüber dem Hochstift Bamberg und der Markgrafschaft Bayreuth-Brandenburg-Kulmbach führte er mehrere Prozesse bis hin zum Reichshofrat in Wien.
Er starb in der Nacht vom 2. auf den 3. Februar 1728.